# Morgan Parra
Morgan Parra (Metz, 15 novembre 1988) è un rugbista a 15 francese, dalla stagione 2009-10 al Clermont; benché il suo ruolo d'elezione sia quello di mediano di mischia, è schierato talora anche come apertura, posizione nella quale ha disputato la Coppa del Mondo di rugby 2011 con la Francia.

## Biografia
Nativo di Metz, fu nella cittadina lorena che Parra iniziò a muovere i primi passi rugbistici, in Fédérale 3 (quinta divisione nazionale); si trasferì poi a Digione, nella cui squadra militò in Fédérale 1 (terza divisione); nel 2006, a 18 anni, giunse l'esordio nel rugby maggiore nelle file del Bourgoin-Jallieu; con il club dell'Isère si mise in luce sino a farsi convocare in Nazionale maggiore da Marc Lièvremont per il Sei Nazioni 2009, nel corso del quale fece il suo esordio internazionale contro la Scozia a Murrayfield; nel resto del torneo disputò un altro incontro, con l'Inghilterra, poi il test match di fine anno contro l'Argentina.
Nonostante le richieste di altri club, e pur avendo a suo favore una clausola contrattuale che gli permetteva la rescissione unilaterale del suo impegno con il Bourgoin-Jallieu, nell'aprile 2008 decise comunque di continuare a giocare per tale club; l'anno successivo disputò tutti gli incontri del Sei Nazioni 2009 e giunse con il suo club alla finale di Challenge Cup; prese parte anche al tour della Francia in Australasia di giugno 2009.
Alla fine del campionato 2008-09 si trasferì alfine al Clermont Auvergne, con cui nel 2010 si laureò campione di Francia.
Convocato alla Coppa del Mondo di rugby 2011, il C.T. Marc Lièvremont lo ha impiegato nel ruolo di mediano d'apertura per tutto il torneo, compresa la finale persa contro la Nuova Zelanda nella quale Parra è uscito per infortunio dopo soli 9 minuti di gioco.

## Palmarès
- Campionati francesi: 2
Clermont Auvergne: 2009-10, 2016-17
- Challenge Cup: 1
Clermont: 2018-19